# 2 janvier 1981
Le vendredi 2 janvier 1981 est le 2e jour de l'année 1981 du calendrier grégorien.

## Événements

### Événements en France
- Promulgation de la loi du 2 janvier 1981 relative à la Cession Dailly
- Fin du Championnat du monde junior de hockey sur glace 1981 (groupe A)

## Naissances
- Kirk Hinrich
- Pedrie Wannenburg
- Amin Nikfar, athlète iranien
- Hanno Balitsch
- Monika Stachowska

## Décès
- Rose Rey-Duzil

## Arts, culture et médias
- Lancement de la radio locale publique allemande NDR 90,3